# Paulina Nyström
Paulina Tanya Nyström, född den 17 augusti 2000, är en svensk professionell fotbollsspelare (anfallare) som spelar för BK Häcken i OBOS Damallsvenskan. Hon har tidigare bl a representerat Juventus, Eskilstuna United DFF och Vittsjö GIK. 
Paulina är född i Göteborg, Sverige och har släkt både i Sverige och Finland, då hennes mamma även är finsk medborgare med familj från Imatra i landskapet Södra Karelen. Paulina har fram till idag representerat Sverige i 53 ungdomslandskamper, varav 25 matcher är U23 landskamper, mellan åren 2016 - 2024.

## Karriär
Paulina Nyström har Askims IK i Göteborg som moderklubb. År 2014 gick hon till Hovås Billdal IF och debuterade i Elitettan 2015. Hon spelade 43 matcher för Hovås Billdal IF både i Elitettan och Svenska Cupen.
Inför säsongen 2018 gick Nyström till Ljusdals IF där hon spelade 27 matcher i Elitettan 2018. Inför säsongen 2019 blev Nyström värvad av Vittsjö GIK där hon gjorde sin damallsvenska debut samma år och sitt första mål där mot Kopparbergs Göteborg FC. Nyström spelade 48 matcher för Vittsjö GIK i Damallsvenskan säsongerna 2019, 2020 och 2021 och i Svenska Cupen säsongerna 2019/20 och 2020/21.
Under transferfönstret sommaren 2021 blev hon utlånad till Eskilstuna United DFF där hon spelade 10 matcher i Damallsvenskan 2021. Inför säsongen 2022 skrevs ett treårskontrakt med Eskilstuna United DFF. Nyström har även spelat Svenska Cupen under åren 2021 och 2022 med Eskilstuna United DFF. Paulina Nyström blev den 6 december 2022 uttagen till Sveriges damlandslag och träningsläger i Algarvekusten i Portugal, med spelare från Damallsvenskan, som en förberedelserna inför VM 2023 och mera långsiktigt tillsammans med andra spelare aktuella för landslaget även på sikt.
Efter avslutad säsong 2022 beviljades inte Eskilstuna United DFF elitlicens. Laget tvångsnedflyttades till Elitettan och Nyström valde att lämna klubben. Totalt spelade Nyström 42 matcher för Eskilstuna United DFF och hon gjorde 14 mål. Under samma transferfönster, januari 2023, blev Nyström värvad av Juventus FC och ett 2,5-årskontrakt skrevs. Debuten för Juventus FC skedde den 29 januari i hemmamatchen mot Sampdoria i Serie A femminile, Juventus FC vann matchen med 5–0. Debuten i Coppa Italia skedde den 8 februari i matchen mot Chievo Verona. Juventus vann matchen med 3-0. De två första målen för Juventus kom i mästerskapsslutspelet för Serie A femminile borta mot AC Milan den 30 april 2023. Matchen slutade 3-3 och Juventus var därmed klara för avancemang till Uefa Women's Champions League 2023/24. Paulina Nyströms första mål för Juventus mot AC Milan kom redan efter 11 sekunder och det 0-1-målet är det snabbaste som gjorts av en Juventus spelare i klubbens historia. Nyström vann Coppa Italia den 4 juni 2023 med Juventus. Debuten i Uefa Women's Champions League skedde den 6 september 2023 i matchen mot Okzhetpes (Kaz), kvalomgång 1. Juventus vann matchen med 6-0. Nyströms första mål i Coppa Italia var i bortamatchen den 12 oktober 2023 mot Chievo Verona. Juventus vann matchen med 0-6 och var därmed klara för kvartsfinal mot Sampdoria. Nyström vinner Supercoppa Italiana 2023/24 med Juventus genom att vinna mot AS Roma med 1-2. Finalen spelades den 7 januari 2024 på Stadio Giovanni Zini (Cremona)
Efter en skadeperiod pga ett nyckelbensbrott den 4 december 2023  under U-23 Friendlies-landskampen mellan Sverige och Nederländerna, gjorde Nyström comeback i U23-landslaget den 25 februari 2024. Matchen spelades mellan Danmark U23 och Sverige U23 och var en träningslandskamp. Sverige vann med 1–4 och Nyström gjorde 1 mål och 1 assist.
Under transferfönstret sommaren 2024 lämnade Nyström Juventus FC och värvades av BK Häcken. Ett 3,5-årskontrakt till 2027 skrevs.
Totalt spelade Nyström 33 matcher för Juventus FC i Serie A femminile Supercoppa, Coppa Italia och UWCL. Hon gjorde 5 mål, där hennes debutmål fortfarande är det snabbaste som gjorts av en Juventus-spelare i klubbens historia. Målet gjordes redan efter 11 sekunder och med det leder hon före spelare som Zlatan Ibrahimovic med mål efter 35 sekunder, Alessandro del Piero efter 21 och Arturo Vidal efter 18 sekunder.
Tävlingsdebuten för BK Häcken skedde den 21 augusti  2024 i bortamatchen mot Hammaby i OBOS Damallsvenskan. BK Häcken vann matchen med 1–2. Hemmadebuten för BK Häcken skedde den 7 september 2024 i matchen mot AIK i OBOS Damallsvenskan. BK Häcken vann matchen med 4–0 och Nyström gjorde sitt första Häckenmål och även två assist till Anna Anvegård och Jóhanna Fossdalsá Sørensen. Paulina uppmärksammas för bäst målsnitt i OBOS Damallsvenskan 2025.

## Priser och utmärkelser
År 2018 tilldelades Nyström utmärkelsen Årets fotbollsspelare i Hälsingland och erhöll Mittmedias Silverboll Dam.
I januari 2023 nominerades Nyström till P4 Sörmlands sportpris 2022, där kriterierna är: En idrottare som fått sin idrottsliga fostran i Sörmland eller som representerar en sörmländsk förening och som gjort ett större idrottsligt genombrott under 2022. Hon fick sitt genombrott och etablerade sig som spelare i Damallsvenskan. Hon gjorde tio mål under säsongen och delade sjundeplatsen i skytteligan. I slutet av året togs hon ut till Sveriges damlandslag med läger i Algarve under januari 2023.